# Amine Gouiri
Amine Ferid Gouiri (Bourgoin-Jallieu, Francia, 16 de febrero de 2000) es un futbolista argelino. Juega como delantero y su equipo es el Olympique de Marsella de la Ligue 1 de Francia.

## Estadísticas

### Clubes
Actualizado al 17 de mayo de 2025.
| Club                          | Div.          | Temporada     | Liga  | Liga  | Copas nacionales | Copas nacionales | Copas internacionales | Copas internacionales | Total | Total |
| Club                          | Div.          | Temporada     | Part. | Goles | Part.            | Goles            | Part.                 | Goles                 | Part. | Goles |
| ----------------------------- | ------------- | ------------- | ----- | ----- | ---------------- | ---------------- | --------------------- | --------------------- | ----- | ----- |
| Olympique de Lyon Francia     | 1.ª           | 2017-18       | 7     | 0     | 2                | 0                | 1                     | 0                     | 10    | 0     |
| Olympique de Lyon Francia     | 1.ª           | 2018-19       | 0     | 0     | 0                | 0                | 0                     | 0                     | 0     | 0     |
| Olympique de Lyon Francia     | 1.ª           | 2019-20       | 1     | 0     | 3                | 0                | 1                     | 0                     | 5     | 0     |
| Olympique de Lyon Francia     | Total club    | Total club    | 8     | 0     | 5                | 0                | 2                     | 0                     | 15    | 0     |
| O. G. C. Niza Francia         | 1.ª           | 2020-21       | 34    | 12    | 2                | 0                | 5                     | 4                     | 41    | 16    |
| O. G. C. Niza Francia         | 1.ª           | 2021-22       | 38    | 10    | 5                | 2                | ―                     | ―                     | 43    | 12    |
| O. G. C. Niza Francia         | 1.ª           | 2022-23       | 3     | 0     | 0                | 0                | 2                     | 0                     | 5     | 0     |
| O. G. C. Niza Francia         | Total club    | Total club    | 75    | 22    | 7                | 2                | 7                     | 4                     | 89    | 28    |
| Stade Rennes F. C. Francia    | 1.ª           | 2022-23       | 33    | 15    | 2                | 0                | 7                     | 2                     | 42    | 17    |
| Stade Rennes F. C. Francia    | 1.ª           | 2023-24       | 31    | 7     | 3                | 2                | 7                     | 2                     | 41    | 11    |
| Stade Rennes F. C. Francia    | 1.ª           | 2024-25       | 19    | 3     | 1                | 0                | —                     | —                     | 20    | 3     |
| Stade Rennes F. C. Francia    | Total club    | Total club    | 83    | 25    | 6                | 2                | 14                    | 4                     | 103   | 31    |
| Olympique de Marsella Francia | 1.ª           | 2024-25       | 14    | 10    | —                | —                | —                     | —                     | 14    | 10    |
| Olympique de Marsella Francia | Total club    | Total club    | 14    | 10    | 0                | 0                | 0                     | 0                     | 14    | 10    |
| Total carrera                 | Total carrera | Total carrera | 180   | 57    | 18               | 4                | 23                    | 8                     | 221   | 69    |